# Wiedźmin (serie televisiva)
Wiedźmin è una serie televisiva polacca ideata da Michał Szczerbic e prodotta da Heritage Films, basata sulla saga di Geralt di Rivia dell'autore polacco Andrzej Sapkowski.
L'unica stagione prodotta è stata trasmessa nel 2002 sul canale polacco TVP2. Un film, omonimo, è stato pubblicato nel 2001 come introduzione alla serie.
Nel 2019 Netflix ha distribuito un'altra serie, The Witcher, ispirata allo stesso soggetto.

## Episodi
1. Dzieciństwo
2. Nauka
3. Człowiek – pierwsze spotkanie
4. Smok
5. Okruch lodu
6. Calanthe
7. Dolina Kwiatów
8. Rozdroże
9. Świątynia Melitele
10. Mniejsze zło
11. Jaskier
12. Falwick
13. Ciri